# Itame reducta
Itame reducta là một loài bướm đêm trong họ Geometridae.